# 胡廷泽
胡廷泽（1930年2月1日—2021年3月25日），男，云南昆明人，中国小儿外科医师，四川大学华西医院终身教授。

## 生平
1950年以云南省第五的成绩入读云南大学医学院，大学期间认识了后来的妻子徐惠珍。1955年毕业后被分配到四川省成都市的四川医学院附属第一医院（华西医院）工作。1959年赴北京儿童医院进修学习，1960年返院后创建小儿外科，并担任第一届主任。1964年成功完成中国西南地区首例新生儿食管闭锁手术。1982年华西医院外科各科独立之后，一直担任小儿外科主任。1987年获国务院学位委员会批准为博士生导师。1991年曾在美国华盛顿大学小儿外科研修10个月。1992年开始享受国务院政府特殊津贴。2018年获得首届“华西终身教授”称号。2020年8月获得第三届“终身荣誉大美医者”荣誉。2020年10月中旬因胃肠不适住院。2021年3月25日5时18分逝世。

## 出版物
- 江泽熙; 胡廷泽. . 湖北科学技术出版社. 2007. ISBN 9787535236937.